# Karavangélis
Karavangélis (Karavangelis) är en ort i Grekland.   Den ligger i prefekturen Nomós Kaválas och regionen Östra Makedonien och Thrakien, i den nordöstra delen av landet, 300 km norr om huvudstaden Aten. Karavangélis ligger 120 meter över havet och antalet invånare är 371.
Terrängen runt Karavangélis är kuperad åt sydost, men åt nordväst är den bergig. Runt Karavangélis är det ganska glesbefolkat, med 47 invånare per kvadratkilometer. Närmaste större samhälle är Eleftheroúpolis, 10,1 km nordost om Karavangélis. I omgivningarna runt Karavangélis växer i huvudsak blandskog.